# Kémosh

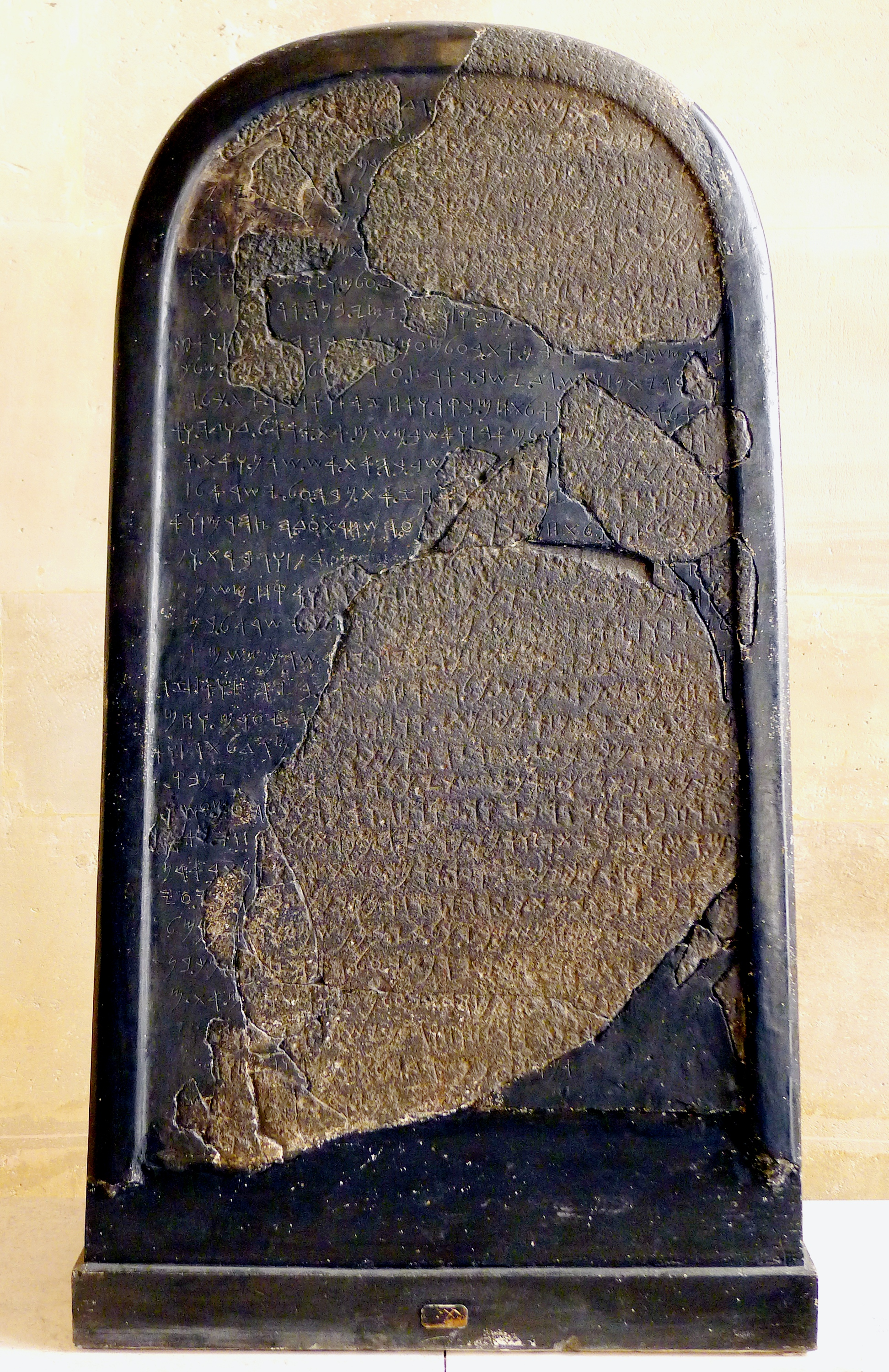
Stèle de Mesha, roi de Moab, commémorant sa victoire sur le roi d'Israël. 840 av. J-C.

Kémosh, Kemosh ou Kemoch, aussi appelé Kamosh, Chamôs ou Chemosh est une divinité moabite mentionnée dans la Bible et attestée historiquement. 

## Nom de la divinité
Il est vocalisé כְּמוֹשׁ (kĕmôš) dans le texte massorétique de la Bible hébraïque, mais il écrit χαμώς (khamôs) dans la Septante. La vocalisation de la Septante semble correspondre à la vocalisation originale, tandis que le texte massorétique semble être une déformation du nom moabite du dieu. Dans la stèle de Mesha, il est écrit כמש (kmš), c'est-à-dire sans la lettre waw (l'hébreu post-exilique emploie régulièrement waw et yod comme matres lectionis, cette pratique est donc tardive).
Kémosh apparaît comme un élément théophore dans plusieurs noms de rois moabites et dans des noms de particuliers retrouvés sur des sceaux ou dans des papyrus égyptiens.

## Attestations historiques

### Attestations anciennes
Le dieu Kémosh, sous la forme Kamish, est attesté à Ebla et dans le toponyme Karkemish « quai de Kamish ». Son nom apparaît comme une divinité mineure à Ougarit où il est écrit kmṯ. Une liste akkadienne de dieux l'identifie au dieu mésopotamien des Enfers Nergal.

### La stèle de Mesha
Kémosh figure dans la stèle de Mesha, découverte en août 1868 par le révérend Frederick Augustus Klein, missionnaire allemand à Jérusalem, sur le site de Dibon (l'actuelle Dhiban en Jordanie), comme la principale divinité du royaume de Moab. Les Moabites l'honorent jusqu'à la période perse. 
Sous l'influence de la culture grecque, Kémosh est ensuite assimilé au dieu grec de la guerre Arès. Dibon, la capitale de Moab est alors renommé en Areopolis.

## Kémosh dans la Bible
Le livre des Juges indique de manière erronée que Kémosh est le dieu des Ammonites (Jg 11,12-24). La Souda, une encyclopédie byzantine du Xe siècle se trompe également lorsqu'elle indique que Kémosh est le dieu de la ville de Tyr et des Amorrites.
Selon la Bible, le roi moabite Mesha lui aurait offert son fils en holocauste lorsque sa ville, Qir-Hareset, fut assiégée par les armées alliées du roi d'Israël, Joram, et du roi de Juda, Josaphat. 
Kémosh est qualifié par les auteurs de la Bible hébraïque d'« abomination de Moab » ou d'« ordure de Moab » (1R 11,7). Influencé par ses femmes étrangères, dont certaines sont moabites ou ammonites, le roi Salomon consacre à Kémosh un haut lieu de cultes aux portes de Jérusalem. 
Plus tard, le pieux roi Josias met un terme à son culte, à l'occasion de la dernière grande réforme religieuse avant l'Exil à Babylone. Le temple de Kémosh est alors « souillé », c'est-à-dire inapte à tout usage idolâtre.

## Dans la culture populaire
Le péplum américain L'Histoire de Ruth réalisé par Henry Koster en 1960 fait de Ruth, la mère d'Obed l'ancêtre du roi David dans le Livre de Ruth, une prêtresse du dieu Kémosh séduite par le forgeron hébreu Mahlon dont les parents Élimélech et Noémi ont fui Israël à cause de la famine. Le dieu Kémosh apparaît dans le film sous la forme d'une statue adorée par les Moabites idolâtres.